# 154 Bertha
Bertha /ˈbɜːrθə/ (định danh hành tinh vi hình: 154 Bertha) là một tiểu hành tinh rất lớn và rất tối ở phần bên ngoài của vành đai chính. Ngày 4 tháng 11 năm 1875, anh em nhà thiên văn học người Pháp Paul Henry và Prosper Henry phát hiện tiểu hành tinh Bertha khi họ thực hiện quan sát tại Đài thiên văn Paris nhưng chỉ ghi tên người phát hiện là Prosper Henry. Dường như nó được đặt theo tên Berthe Martin-Flammarion, em gái của nhà thiên văn học Camille Flammarion.